# دهستان چهوزاگانگ
دهستان چهوزاگانگ (به لاتین: Chhuzagang Gewog) یک دهستان در کشور بوتان است که در ناحیهٔ سرپانگ واقع شده‌است.